# ویلیام فلای
ویلیام فلای (انگلیسی: William Fly; ۱ ژانویهٔ ۱۶۹۹ – ۱۲ ژوئیه ۱۷۲۶) ملوان، جلاد و دزد دریایی اهل بریتانیا بود. فلای در سال ۱۷۲۶ به مدت حدود ۳ ماه به ناوگان کشتیرانی نیو انگلند حمله کرد تا اینکه سرانجام به دست خدمه یک کشتی محاصره‌شده، دستگیر شد. در پایان، او در بوستون ماساچوست به اتفاق خدمه‌اش به دار آویخته شد و جسدش به عنوان هشداری برای سایر دزدان دریایی در معرض تماشا گذاشته شد. بسیاری از مورخان، دوران افول ویلیام فلای را مصادف با پایان عصر طلایی دزدان دریایی می‌دانند
حرفه ویلیام فلای به عنوان دزد دریایی در آوریل سال ۱۷۲۶ آغاز شد. این زمان، مصادف با سفر وی به اتفاق کاپیتان جان گرین بر روی عرشه کشتی الیزابت به حوالی آفریقای غربی بود. کاپیتان گرین و فلای در موارد مختلف دچار تفاوت سلیقه و دیدگاه شدند که به درگیری هم انجامید. یک شب، فلای رهبری شورشی در کشتی را بر عهده گرفت. در طی شورش، کاپیتان گرین به دریا افتاد و متعاقب آن، فلای فرماندهی کشتی الیزابت را بر عهده گرفت.
پس از تسخیر کشتی، شورشیان پرچم جولی راجر را دوختند و نام کشتی را به فامز ری‌وِنج تغییر داده و در ادامه، ویلیام فلای را به عنوان کاپیتان برگزیدند. سپس به سواحل کارولینای شمالی و مناطق شمالی نیو انگلند حرکت کردند. آنها توانستند ۵ کشتی را در طول ۲ ماه تسخیر کنند تا اینکه بالاخره خودشان اسیر شدند. فلای و خدمه‌اش در ۱۲ ژوئیه ۱۷۲۶ در بندر بوستون به دار مجازات آویخته شدند. بر طبق گزارش‌ها، فلای با تحقیر کامل به محل اعدام نزدیک شد و حتی جلاد را به خاطر سستی و انجام کار ضعیف سرزنش کرد و خودش، طناب را دوباره گره زد و با دو دست، آن را بر روی گردنش گذاشت. آخرین سخنان وی تقریباً هشداری بود به سایر ناخداها که با ملوانان خود به خوبی رفتار کنند و دستمزد آنها را به موقع بپردازند.